# Corri Lore'
Corri Lorè è un video live di Jovanotti, messo in commercio nel 1994 in VHS e ripubblicato nel 2007 in DVD.

## Descrizione
È una sorta di documentario registrato tra il febbraio ed il maggio del 1994, durante il primo tour del cantante tenuto nei maggiori palasport italiani, quello stesso tour effettuato a quell'epoca per promuovere l'album Lorenzo 1994.

## Tracce
1. Ciao mamma
2. Il futuro del mondo
3. Parola
4. Non m'annoio
5. Attaccami la spina
6. Penso positivo
7. Una tribù che balla
8. Serenata rap
9. Io no
10. Soleluna
11. Barabba
12. Mario
13. Il ballerino
14. Io ti cercherò
15. Ragazzo fortunato

### Contenuti speciali
- La Band, Le Parole & La Musica
- I Momenti tranquilli
- Il Concerto
- Le Prove
- Backstage
- Dietro le quinte
- Documentario
- Video musicali

1. Penso Positivo
2. Serenata Rap
3. Piove